# 커트 카살리

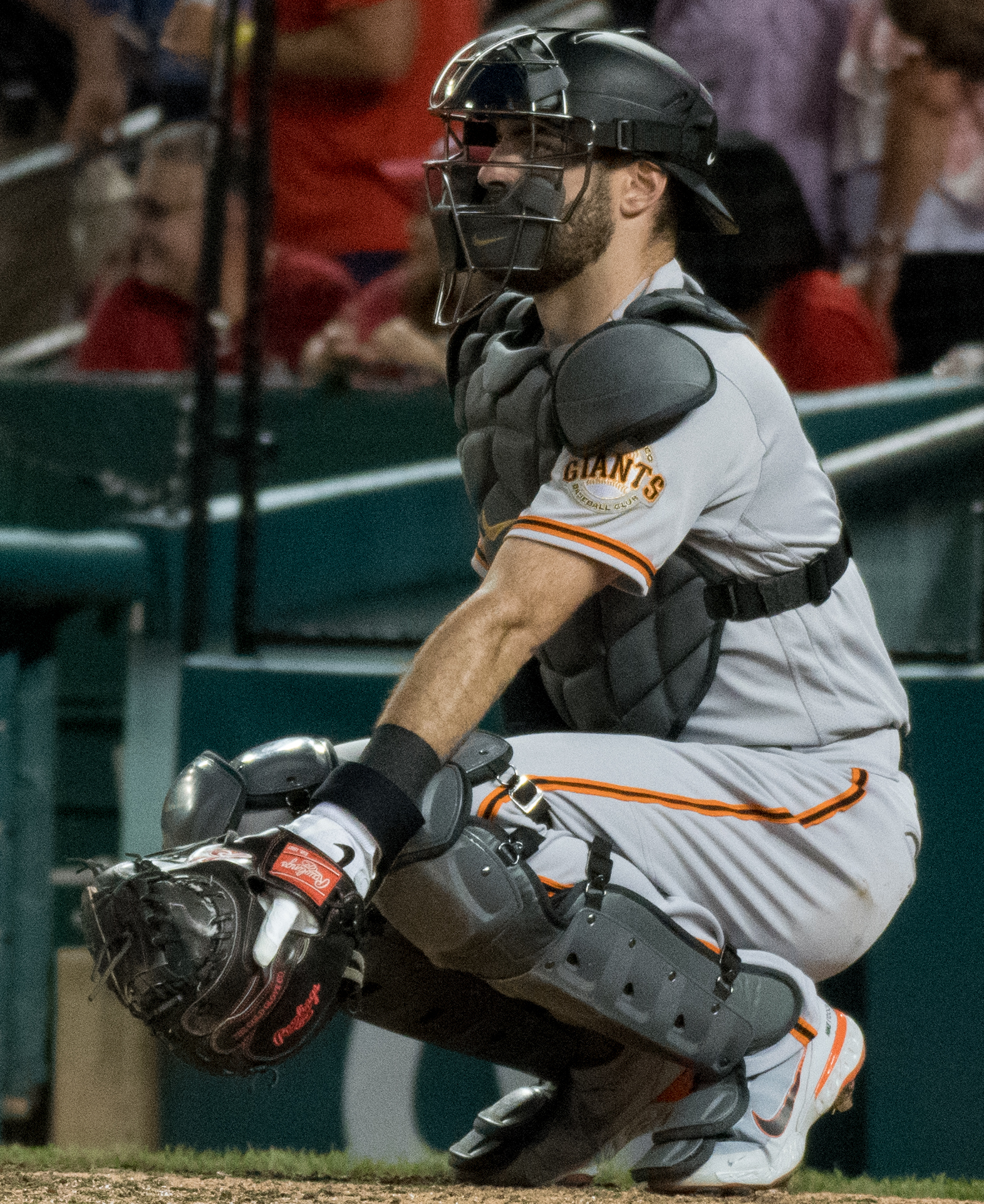
2021년 샌프란시스코 자이언츠 소속의 카살리

커티스 마이클 카살리(영어: Curtis Michael Casali, 1988년 11월 9일 ~ )는 미국의 프로 야구 포수이며, 현재 자유 계약 선수이다. 이전에 메이저 리그 베이스볼(MLB)에서 탬파베이 레이스, 신시내티 레즈, 샌프란시스코 자이언츠, 시애틀 매리너스 소속으로 뛰었다. 카살리는 밴더빌트 대학교에서 대학 야구를 했으며, 2011 MLB 드래프트 10라운드에서 디트로이트 타이거스에 지명되었다. 2014년 레이스에서 MLB 데뷔를 했다.

## 어린 시절
카살리는 월넛크릭 (캘리포니아주)에서 태어났지만, 코네티컷주 뉴캐넌에서 자랐다. 뉴캐넌 고등학교에 다녔다. 야구(팀에서 타율 0.427)와 농구에서 활약했으며, 미식축구에서는 쿼터백으로 팀을 주 챔피언십으로 이끌었다. 카살리는 미식축구와 야구에서 퍼스트 팀 올 스테이트 영예를 얻었으며, 2007년 6월 야구 드래프트에서 코네티컷/로드아일랜드 주에서 두 번째로 좋은 유망주로 선정되었다.

## 대학 경력
카살리는 밴더빌트 대학교에서 대학 야구를 했다. 밴더빌트에서 4년 동안 타율 0.316, 출루율 0.430, 장타율 0.502, 27 홈런과 167 타점을 기록했다. 카살리는 2011년 밴더빌트와 함께 칼리지 월드 시리즈 준결승에 진출했지만, 플로리다에 의해 팀이 탈락했다. 2008년에는 케이프 코드 야구 리그의 하이애니스 메츠에서 대학 여름 야구를 했고, 2010년에는 코투잇 케틀러즈에서 뛰기 위해 리그로 돌아왔다.

## 프로 경력

### 디트로이트 타이거스 (2011–2012)

#### 마이너 리그

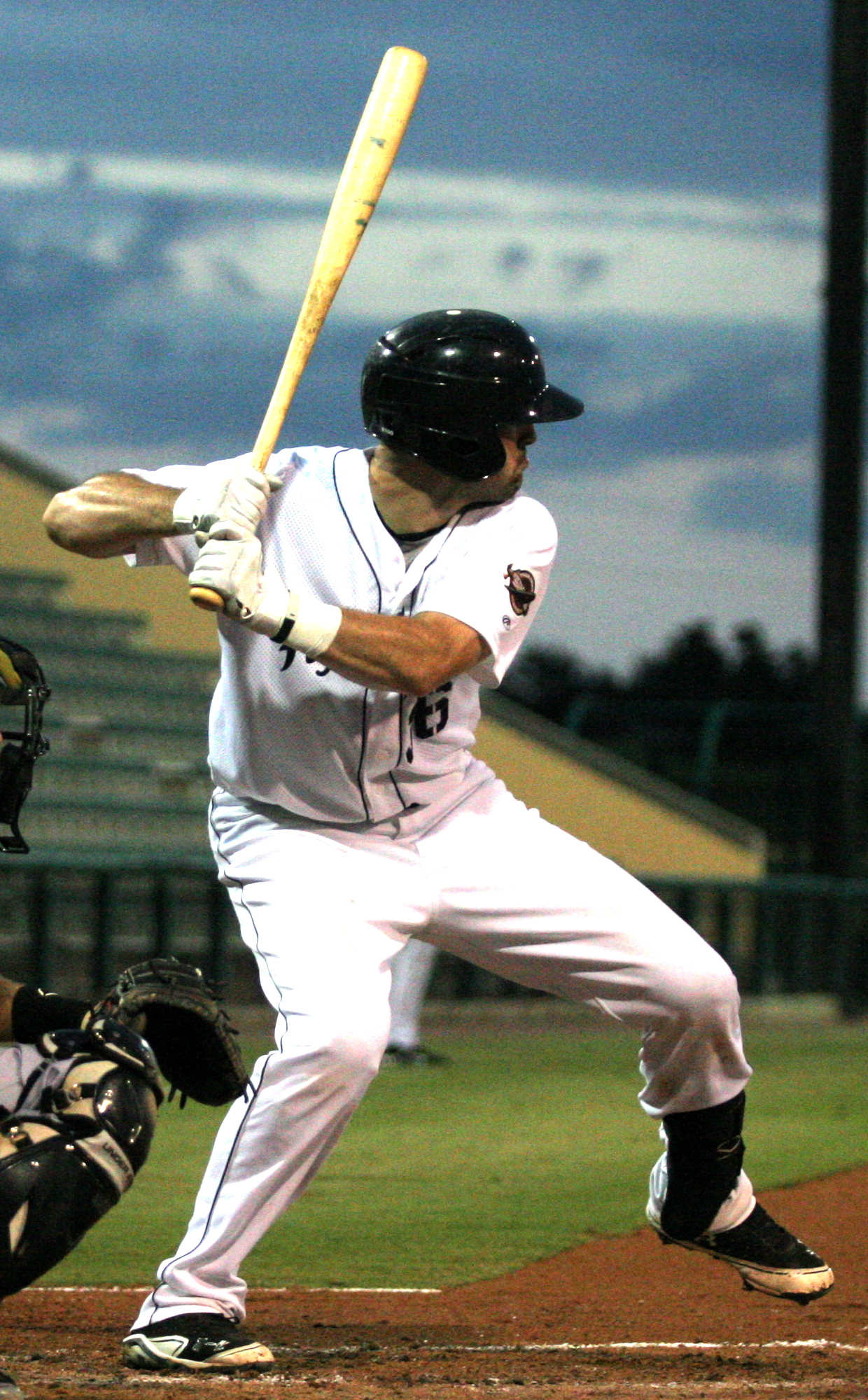
2012년 레이크랜드 플라잉 타이거즈 소속으로 타격하는 카살리

디트로이트 타이거스는 2011 메이저 리그 베이스볼 드래프트 10라운드에서 전체 317순위로 카살리를 지명했고, 2011년 7월 1일에 4만 달러의 사이닝 보너스로 계약했다. 베이스볼 아메리카는 그가 2009년 대학 시절 받았던 토미 존 수술로 인해 한때 좋았던 송구력이 약해졌지만, 여전히 좋은 수비형 포수이며 타석에서 좋은 접근법을 가지고 있다고 썼다. 그 시즌에 숏 시즌 로우-A 코네티컷 타이거스의 뉴욕-펜실베이니아 리그에서 프로 데뷔를 했고, 26타석에서 타율 0.278/.409/.417에 1홈런 2타점을 기록했다. 이후 미드웨스트 리그의 싱글-A 웨스트 미시간 화이트캡스에서 뛰며 75타석에서 타율 0.227/.344/.400에 2홈런 14타점을 기록했다. 두 팀을 합쳐 10.3%의 낮은 삼진율을 기록했다.
2012년 웨스트 미시간과 6월 말부터 하이-A 레이크랜드 플라잉 타이거즈에서 뛰었다. 카살리는 330타석에서 총 타율 0.270/.365/.427에 9홈런 43타점을 기록했다. 플라잉 타이거즈가 20년 만에 첫 플로리다 스테이트 리그 우승을 차지하는 데 기여했다. 2012년 MiLB 올스타에 선정되었다. 베이스볼 아메리카는 그를 구단 내 23번째 유망주로 평가했다.

### 탬파베이 레이스 (2013–2018)
2013년 3월 25일, 타이거스는 카살리를 탬파베이 레이스에 투수 카일 롭스테인과 맞바꾸는 트레이드를 단행했다. 레이스는 그를 하이-A 샬럿 스톤 크랩스로 보냈고, 이후 더블-A 몽고메리 비스킷으로 승격시켰다. 샬럿에서는 165타석에서 타율 0.267/.342/.406을 기록하며 FSL 미드 시즌 올스타에 선정되었다. 몽고메리에서 35경기 동안 카살리는 5홈런을 포함해 타율 0.383, 출루율 0.483, 장타율 0.600을 기록했다. 전체적으로 타율 0.317/.405/.489와 10홈런을 기록했다. 2013년 MiLB 올스타에 선정되었다.
2014년, 레이스에 의해 스프링 트레이닝에 초대받았다. 카살리는 2014 시즌을 몽고메리에서 시작했고, 70타석에서 타율 0.314/.500/.429를 기록했다. 5월에 트리플-A 더럼 불스로 승격되었고, 그곳에서 156타석에서 타율 0.237/.335/.359를 기록했다.

#### 메이저 리그
2014년 7월 18일, 카살리는 미네소타 트윈스를 상대로 첫 메이저 리그 경기를 치렀다. 첫 타석에서 안타를 기록했고, 이닝 후반에 득점을 올렸다. 72타석에서 타율 0.167을 기록했다.

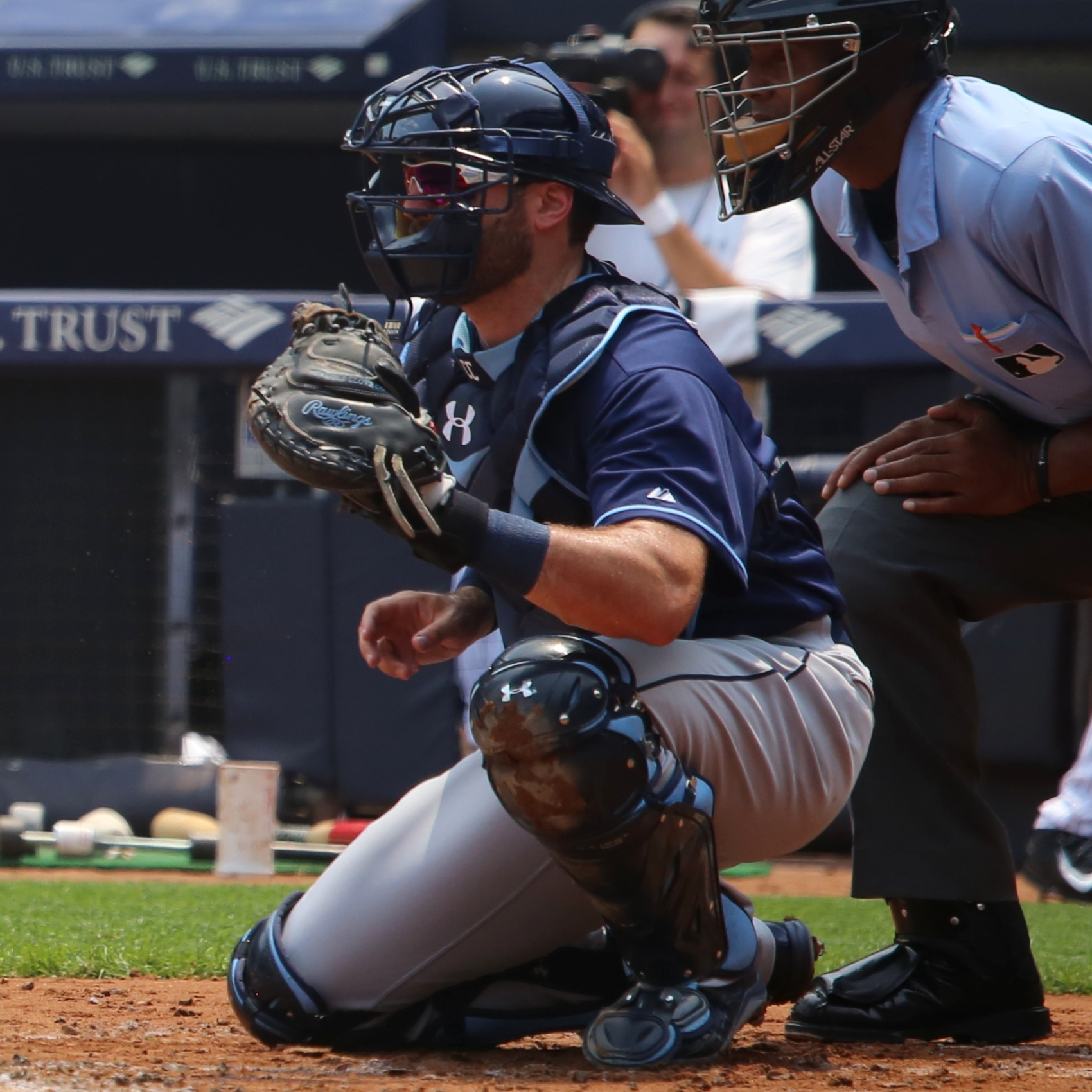
2015년 탬파베이 레이스 소속의 카살리

2015년 7월 28일, 카살리는 디트로이트 타이거스를 상대로 한 경기에서 2홈런을 기록했다. 하루 뒤, 카살리는 전 팀 동료이자 밴더빌트 동문인 데이비드 프라이스 (야구 선수)를 상대로 2홈런을 기록하며 같은 활약을 반복했다. 2015년 탬파베이에서 101타석에서 타율 0.238/.304/.594에 개인 최고 기록인 10홈런 18타점을 기록했다. 더럼에서는 112타석에서 타율 0.205/.326/.348을 기록했다.
카살리는 2016년 시즌을 플래툰 시스템에서 행크 콩거와 함께 시작했다. 탬파베이에서 도루 시도의 36%를 저지했으며, 25개의 도루를 허용하고 14개의 주자를 잡아냈다. 카살리는 0.169의 타율을 기록하다가 2016년 8월 4일에 더럼 불스로 강등되었고, 그곳에서 63타석에서 타율 0.254/.407/.365를 기록했다.
2017년 대부분을 더럼에서 뛰며 300타석에서 타율 0.263/.351/.347을 기록했다. 탬파베이에서는 9타석에서 홈런을 포함해 3안타를 기록했다. 2017년 11월 6일 40인 로스터에서 제외되어 트리플-A로 이적되었고, 그날 늦게 자유계약 선수가 되었다.
2017년 11월 28일, 로스앤젤레스 에인절스는 카살리와 마이너 리그 계약을 체결했다. 그러나 에인절스는 2018년 1월 16일에 그를 방출했다.
이틀 후, 카살리는 텍사스 레인저스와 마이너 리그 계약을 체결했다. 레인저스는 2018년 3월 21일에 카살리를 방출했다.
2018년 3월 21일, 카살리는 탬파베이 레이스와 마이너 리그 계약을 체결했다. 트리플-A 더럼 불스에서 뛰며, 95타석에서 타율 0.274/.327/.453을 기록했다.

### 신시내티 레즈 (2018–2020)
2018년 5월 31일, 카살리는 현금을 대가로 신시내티 레즈로 트레이드되었다. 7월에 오른쪽 무릎 부상을 입었고, 3~4주 동안 경기에 나설 수 없을 것으로 예상되었다. 2018년, 140타석에서 타율 0.293/.355/.450에 4홈런 16타점을 기록했다.
2019년, 207타석에서 타율 0.251/.331/.411에 8홈런과 개인 최고 기록인 32타점을 기록했다. 내셔널 리그 포수 중 9이닝당 레인지 팩터(10.76)가 가장 좋았다. 카살리는 또한 트리플-A 루이빌 배츠에서 14타석을 기록했다.
2020년, 76타석에서 타율 0.224/.366/.500에 6홈런 8타점을 기록했다. 내셔널 리그 포수 중 9이닝당 레인지 팩터(11.30)가 3번째로 좋았다. 2020년 12월 2일, 카살리는 레즈로부터 논텐더되었다.

### 샌프란시스코 자이언츠 (2021–2022)
2021년 1월 4일, 카살리는 샌프란시스코 자이언츠와 1년 150만 달러 계약을 맺고 포수 버스터 포지의 주 백업 역할을 맡았다. 2021년 4월 동안, 카살리는 5경기 연속 선발 출전(비연속 경기)에서 팀의 무실점을 이끌었다. 1900년 이후 선발 출전에서 5경기 연속 무실점을 기록한 단 5명의 포수 중 한 명이었고, 5명의 다른 선발 투수와 함께 그렇게 한 최초의 포수였다. 6월 17일, 애리조나 다이아몬드백스와의 경기에서 카살리는 다이아몬드백스 구원 투수 라일리 스미스 (야구 선수)를 상대로 생애 첫 3루타를 기록했다. 이 경기에서 카살리는 또한 다이아몬드백스 선발 투수 잭 갤런을 상대로 2점 홈런을 치며 첫 자이언츠 홈런을 기록했으며, 이 경기에서 3타수 5안타 4타점을 기록했다.
2021년 정규 시즌에서 카살리는 77경기 200타석에서 타율 0.210/.313/.350에 11개의 2루타와 26개의 볼넷(개인 최고 기록), 5홈런 26타점을 기록했다.
2022년 3월 22일, 카살리는 연봉 조정을 피하기 위해 자이언츠와 260만 달러 계약을 맺었다.

### 시애틀 매리너스 (2022)
2022년 8월 2일, 카살리와 매튜 보이드 (야구 선수)는 마이클 스트라이펠러와 앤디 토마스와 맞바꾸는 트레이드로 시애틀 매리너스로 이적했다. 시애틀에서 16경기 동안 40타수 5안타(0.125)에 1홈런 3타점을 기록했다.

### 신시내티 레즈로 두 번째 이적 (2023)
2022년 12월 22일, 카살리는 신시내티 레즈와 1년 325만 달러 계약을 맺었다. 2023년 신시내티에서 40경기에 출전하여 타율 0.175/.290/.200에 홈런 없이 6타점을 기록했다. 카살리는 시즌 종료 후 자유 계약 선수가 되었다.

### 시카고 컵스 (2024)
2024년 2월 13일, 카살리는 마이애미 말린스와 마이너 리그 계약을 맺었다. 3월 26일에 방출되었고 3월 29일에 시카고 컵스와 마이너 리그 계약을 맺었다. 트리플-A 아이오와 컵스에서 23경기 동안 카살리는 타율 0.362/.489/.551에 2홈런 11타점을 기록했다. 5월 14일, 컵스 구단에서 방출되었다.

### 샌프란시스코 자이언츠로 두 번째 이적 (2024)
2024년 5월 15일, 카살리는 샌프란시스코 자이언츠와 1년 메이저 리그 계약을 맺었다. 2024년 샌프란시스코에서 41경기 동안 카살리는 타율 0.194/.293/.250에 1홈런 8타점을 기록했다.

### 애틀랜타 브레이브스 (2025)
2025년 1월 17일, 카살리는 애틀랜타 브레이브스와 마이너 리그 계약을 맺었다. 시즌 시작 전인 3월 17일에 방출되었다.

## 기록
- 자이언츠 프랜차이즈 연속 무실점 포수 기록: 5[34]
- MLB 연속 무실점 포수 기록 (타이): 5[34]
- MLB 현대 시대 연속 무실점 포수 기록 역대 2위 (타이): 5 (기록은 6)[34]

## 같이 보기
- 토미 존 수술을 받은 야구 선수 목록